# 라디오 24시
라디오 24시는 KBS 1라디오에서 방송했던 심야 시사 프로그램이다.
1994년 2월 21일에 첫방송을 시작해 역대로 시간대와 진행자가 변경되어 방송됐으나 2013년 4월 7일 방송을 마지막으로 19년만에 폐지되었다.

## 역대 방송시간
| 방송 채널   | 방송 기간                         | 방송 시간                      |
| ----------- | --------------------------------- | ------------------------------ |
| KBS 1라디오 | 1994년 2월 21일 ~ 1997년 4월 5일  | 월~토요일 밤 11:10 ~ 밤 12:45  |
| KBS 1라디오 | 1997년 4월 7일 ~ 1997년 11월 1일  | 월~토요일 밤 10:05 ~ 밤 11:55  |
| KBS 1라디오 | 1997년 11월 3일 ~ 2002년 3월 30일 | 월~토요일 밤 11:10 ~ 밤 11:55  |
| KBS 1라디오 | 2002년 4월 1일 ~ 2003년 7월 12일  | 월~토요일 밤 11:10 ~ 밤 12:35  |
| KBS 1라디오 | 2003년 7월 14일 ~ 2005년 4월 30일 | 월~토요일 밤 11:10 ~ 새벽 1:00 |
| KBS 1라디오 | 2007년 4월 16일 ~ 2008년 4월 19일 | 월~토요일 밤 11:10 ~ 새벽 1:00 |
| KBS 1라디오 | 2005년 5월 2일 ~ 2007년 4월 14일  | 월~토요일 밤 11:10 ~ 밤 11:55  |
| KBS 1라디오 | 2008년 4월 21일 ~ 2010년 4월 18일 | 매일 밤 11:10 ~ 새벽 1:00      |
| KBS 1라디오 | 2010년 4월 19일 ~ 2011년 11월 6일 | 매일 밤 11:10 ~ 밤 11:55       |
| KBS 1라디오 | 2011년 11월 7일 ~ 2013년 4월 7일  | 매일 밤 11:05 ~ 밤 11:55       |

## 역대 진행자
- 1994년 2월 21일 ~ 1994년 10월 1일 : 진행자 미상
- 1994년 10월 3일 ~ 1995년 9월 30일 : 김영실 (1차)
- 1995년 10월 2일 ~ 1997년 4월 5일 : 김용범
- 1997년 4월 7일 ~ 1997년 11월 1일 : 백형설, 김영실
- 1997년 11월 3일 ~ 1999년 10월 30일 : 김영실 (2차)
- 1999년 11월 1일 ~ 2000년 4월 29일 : 윤기로
- 2000년 5월 1일 ~ 2001년 4월 7일 : 박상병
- 2001년 4월 9일 ~ 2002년 3월 30일 : 정관용
- 2002년 4월 1일 ~ 2002년 10월 19일 : 김승채 교수
- 2002년 10월 21일 ~ 2003년 7월 12일 : 이병혜 前 아나운서
- 2003년 7월 14일 ~ 2008년 4월 18일 : 유애리 前 아나운서
- 2008년 4월 21일 ~ 2008년 11월 16일 : 유애리 前 아나운서 (평일), 故 이성민 아나운서 (주말)
- 2008년 11월 17일 ~ 2009년 4월 26일 : 김윤지 前 아나운서 (평일), 故 이성민 아나운서 (주말)
- 2009년 4월 27일 ~ 2010년 4월 18일 : 김윤지 前 아나운서 (평일), 김희수 아나운서 (주말)
- 2010년 4월 19일 ~ 2010년 12월 31일 : 최시중 아나운서 (평일), 김희수 아나운서 (주말)
- 2011년 1월 1일 ~ 2011년 11월 6일 : 오광균 前 기자 (평일), 김승채 교수 (주말)
- 2011년 11월 7일 ~ 2013년 4월 7일 : 이상호 아나운서 (평일), 태의경 아나운서 (주말)

## 시그널 음악
- Vanessa-Mae - Contradanza